# Tilleul de danse

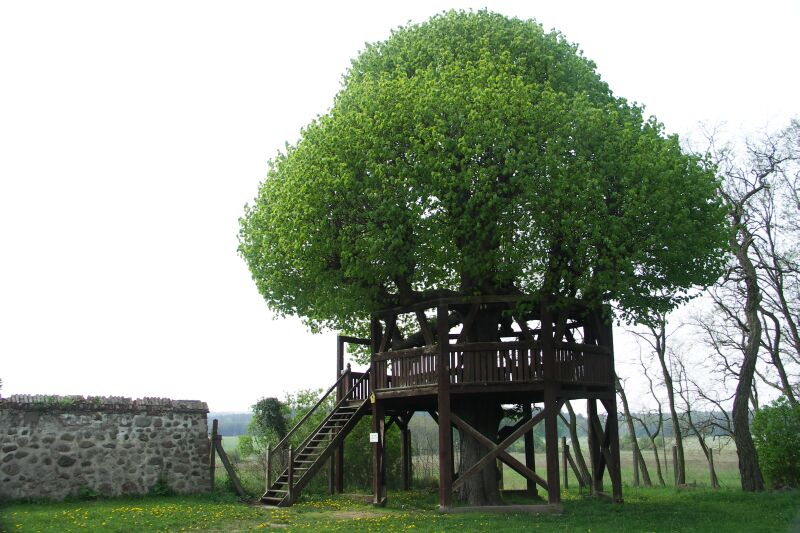
Tilleul de danse de Galenbeck, un tilleul commun aménagé à Galenbeck.

Un tilleul de danse ou tilleul à danser (en allemand : Tanzlinde) est un tilleul où se pratiquait autrefois la danse dans certaines régions germanophones. Il peut être aménagé ou non.

## Histoire

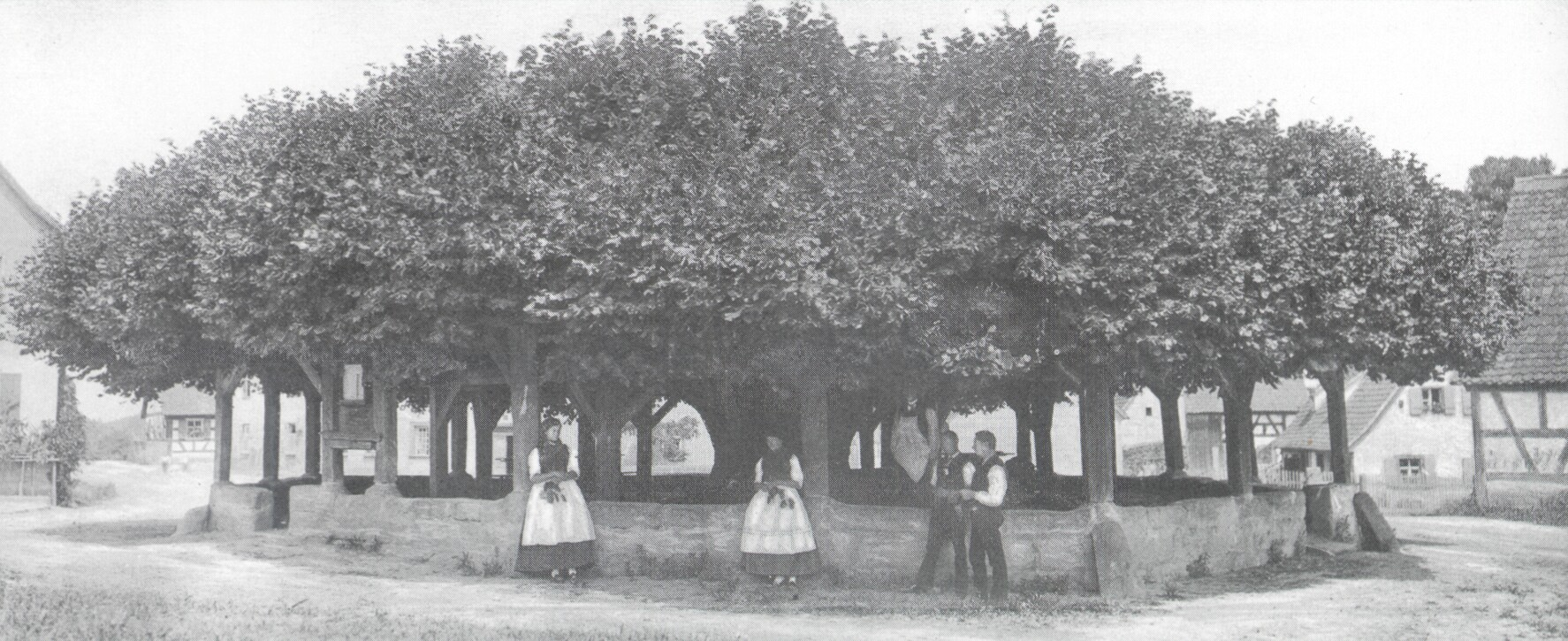
Le tilleul de danse d'Effeltrich en 1900.

Les tilleuls de danse étaient à la fois des lieux de justice et des lieux de rassemblement. Les tilleuls étaient et sont donc souvent plantés à des endroits centraux au sein des agglomérations, où ils atteignent parfois des tailles imposantes.

## Aménagements
Les plateformes sont construites autour du tronc principal, sur les premières travées du tilleul, et la pousse de l'arbre est ainsi guidée pour soutenir celle-ci. Sur l'extérieur de cette plateforme, les branches externes reprennent leur croissance vers le haut, formant les cloisons extérieures de la salle. Les travées supérieures servent de toit, qu'il est également possible de couvrir d'une plateforme. Ainsi, la salle de danse autour du tronc principal est une vraie pièce dissimulée. L'accès à cette salle de danse se fait par un escalier depuis le sol.
Parfois, des piliers de soutènement permettent de soulager l'arbre du poids de la plateforme. Ces piliers sont minutieusement travaillés et participent à l'élégance de l'ensemble. Ils sont en bois ou en pierre, parfois même métalliques.
Les planches sur lesquelles évoluent les danseurs restent parfois démontables et ne sont mises en place que lors des évènements festifs, afin de ne pas souffrir des conditions climatiques.

### Variantes
Dans certaines variantes, la plateforme est en gradins et servait plutôt aux concerts. On a pu voir des plateformes de danse sur deux niveaux.
L'appellation « tilleul de danse » peut aussi désigner un tilleul guidé mais dont la partie dansante se situe au sol ou autour de l'arbre.

## Répartition
Aujourd'hui encore, les tilleuls de danse se trouvent principalement dans les petites localités, où ils marquent aussi bien l'image du village que les fêtes villageoises. Cette tradition se concentre clairement sur les régions franconiennes de Haute-Franconie, de Thuringe du Sud, de Hesse orientale et de Hohenlohe.
Des arbres similaires existent également de manière isolée dans d'autres régions allemandes (comme la Westphalie) et dans les pays européens voisins (Suisse, France — avec par exemple le tanzlinde de Bergheim dans le Haut-Rhin —, Belgique, Autriche).

## Musée
Limmersdorf (de), en Bavière, accueille un musée sur les tilleuls de danse.

## Galerie

Vues extérieures
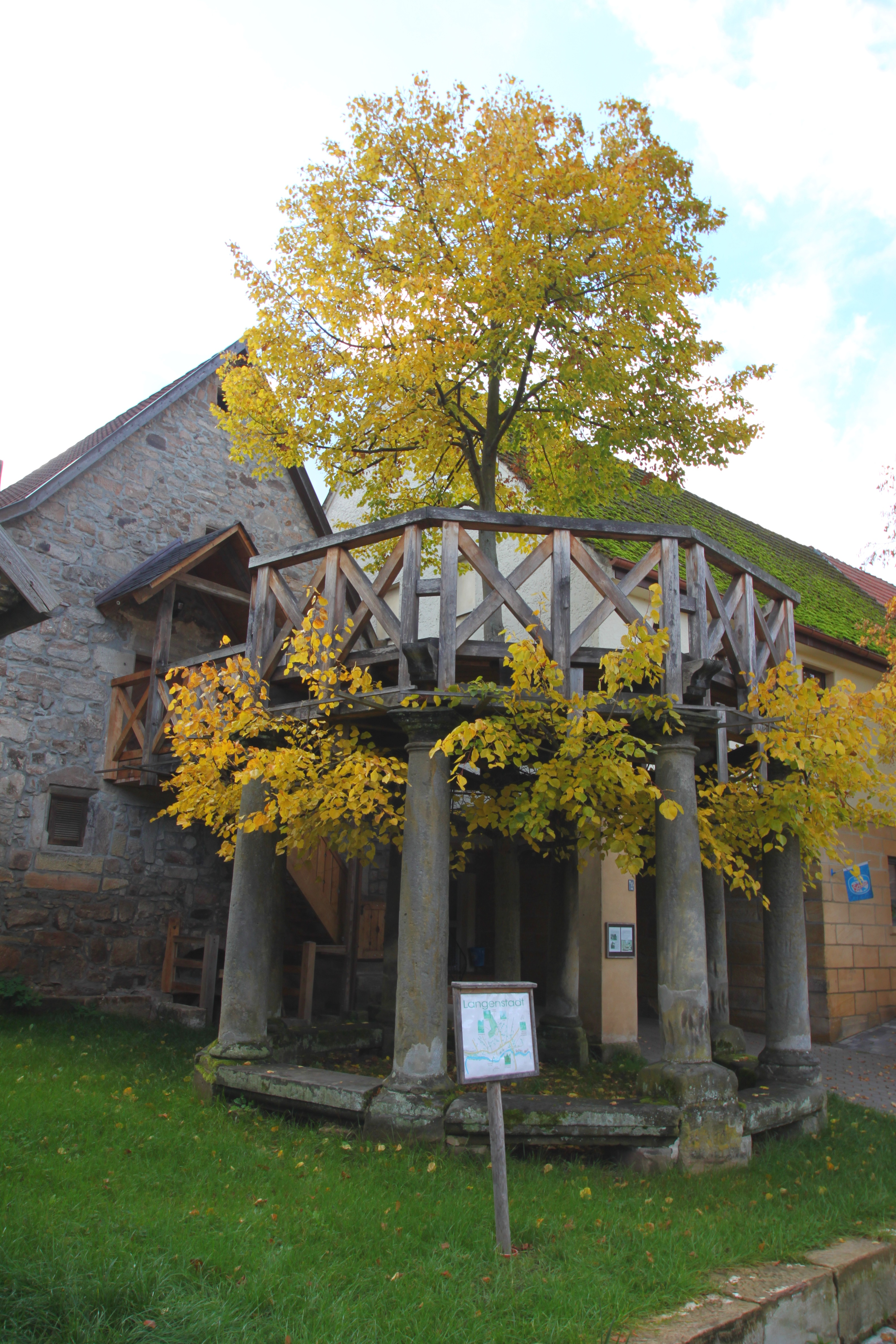
Tilleul de danse à Langenstadt (de).
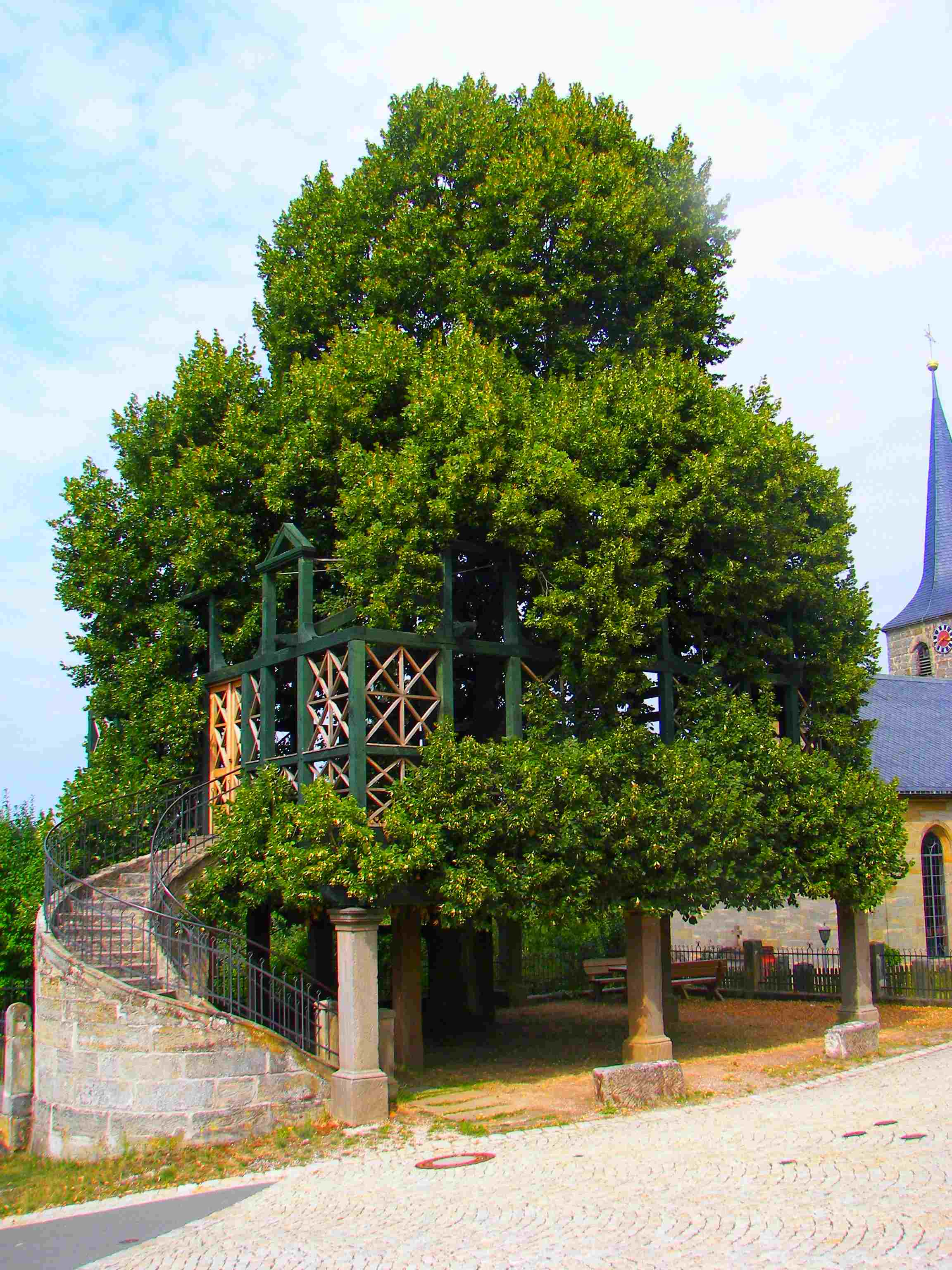
Tilleul de danse de Peesten.
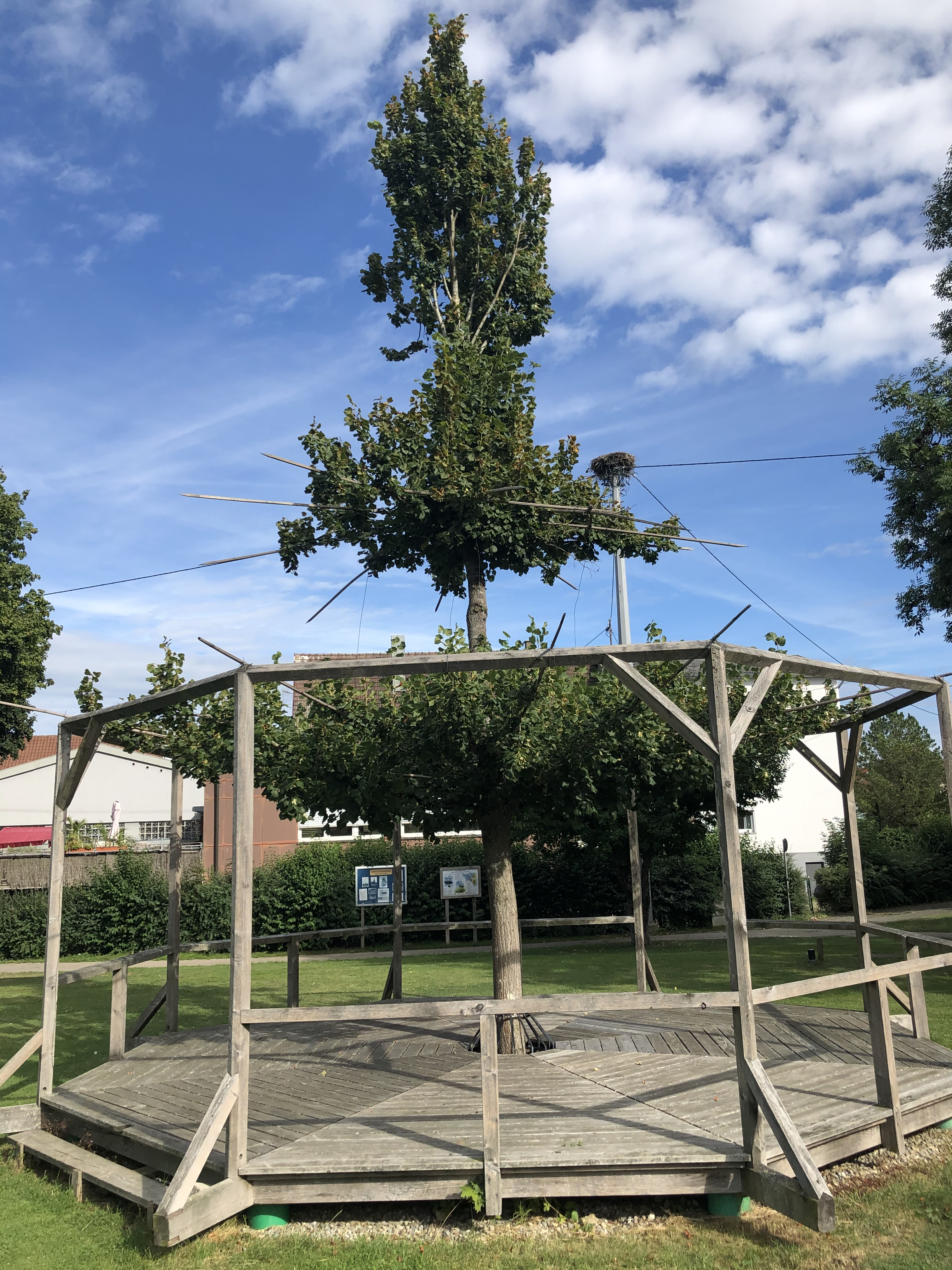
Wald.
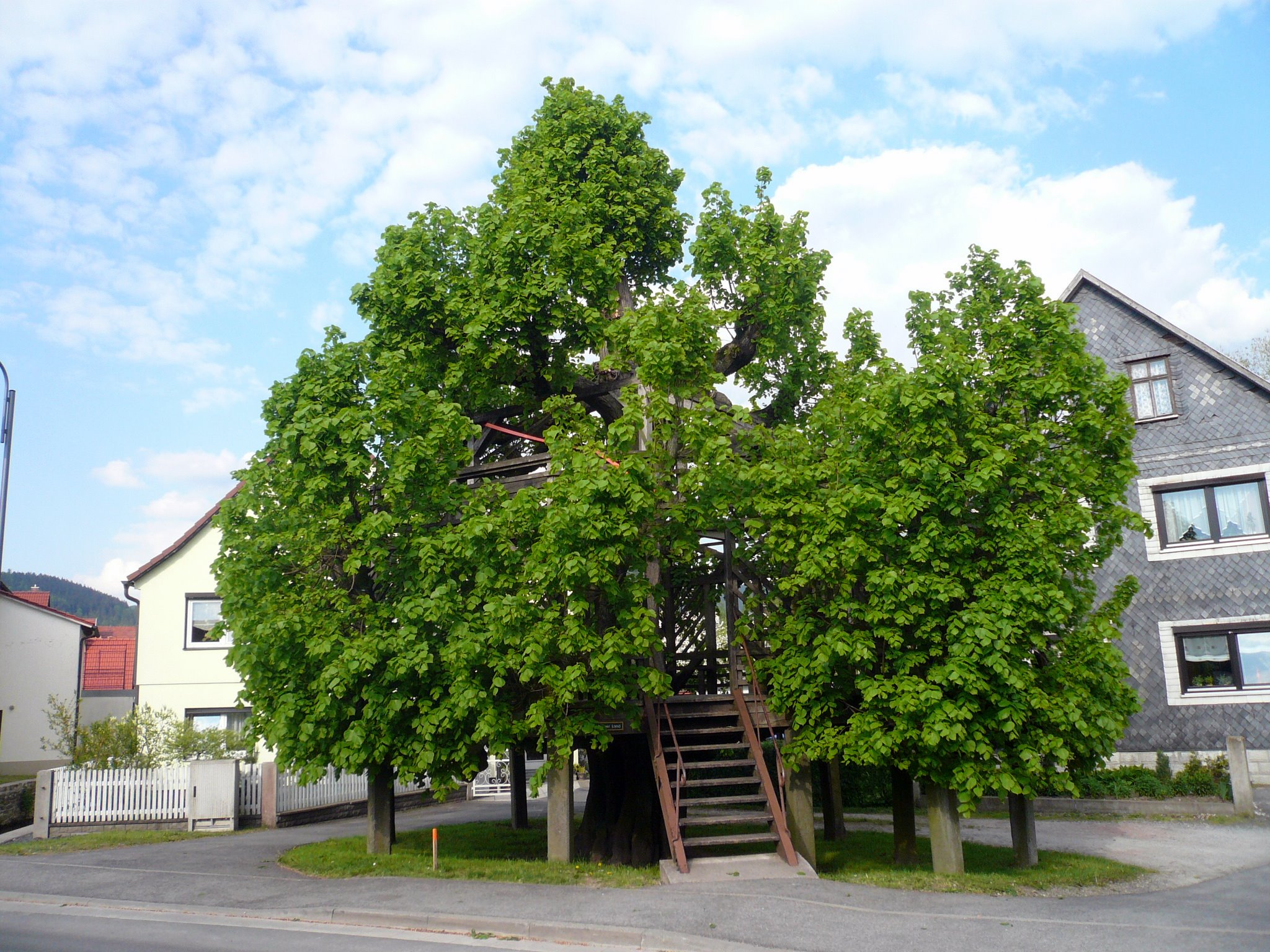
Vue extérieure du tilleul de danse de Sachsenbrunn.
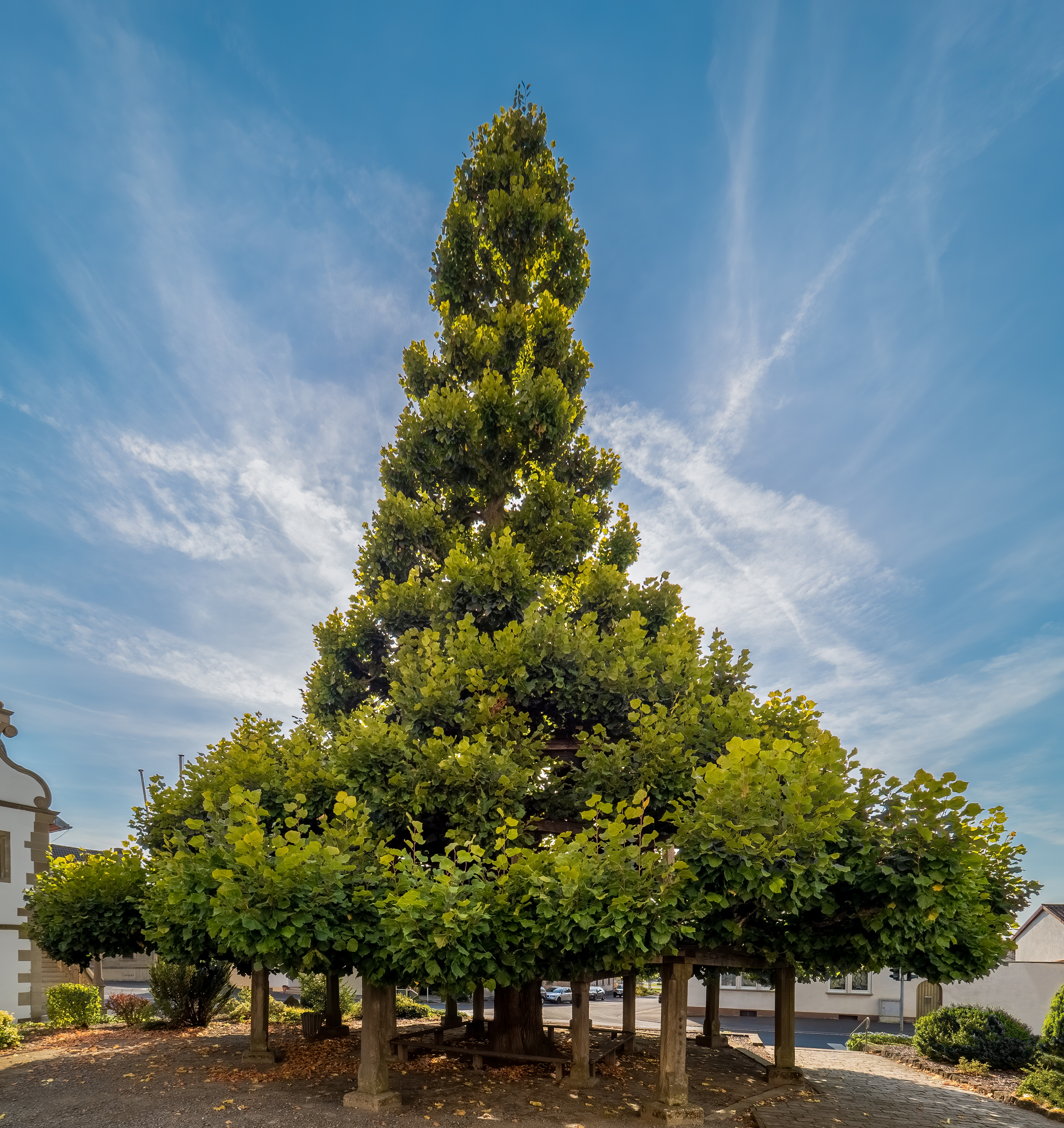
Grettstadt.
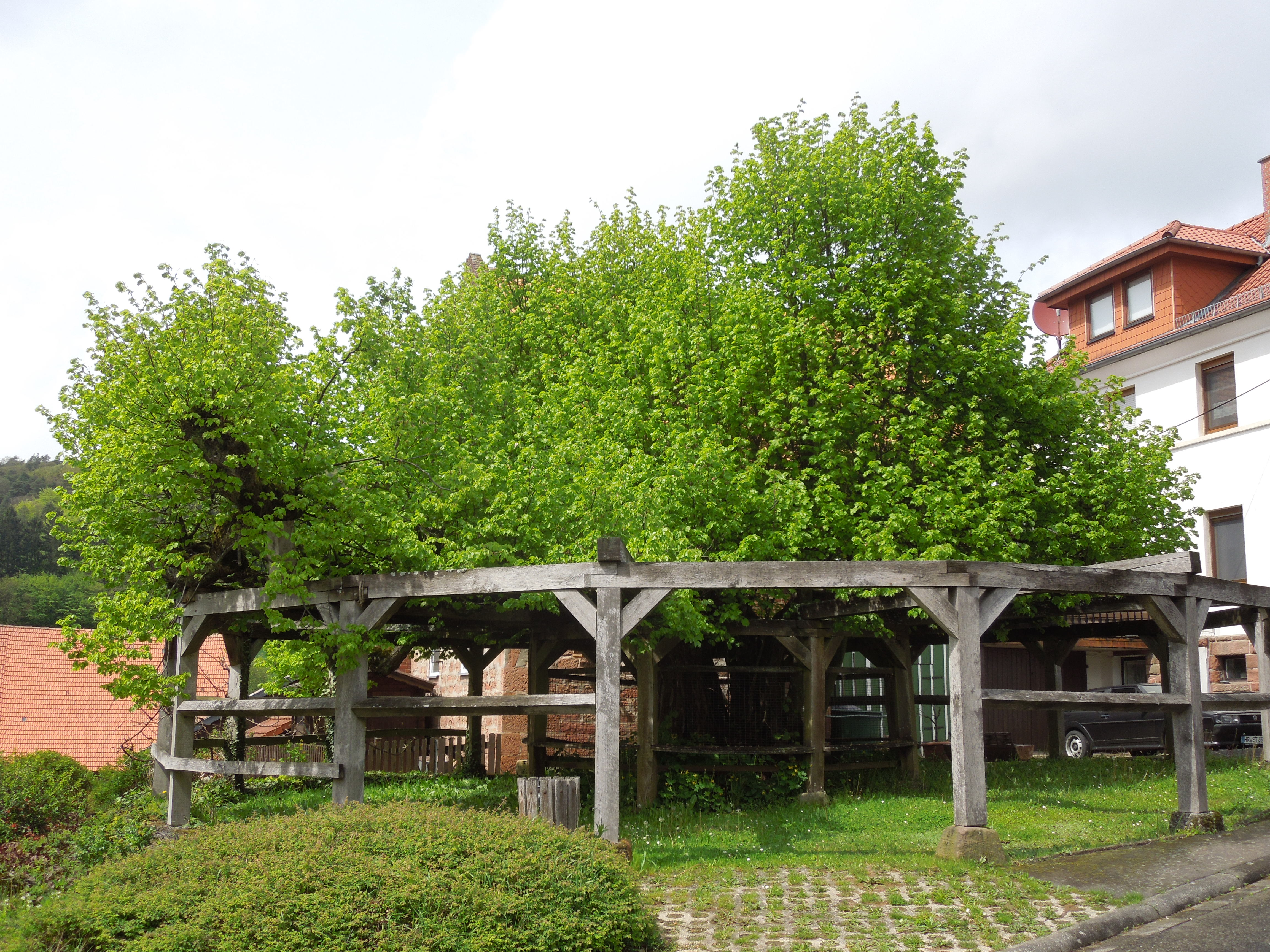
Lischeid.

Vues intérieures
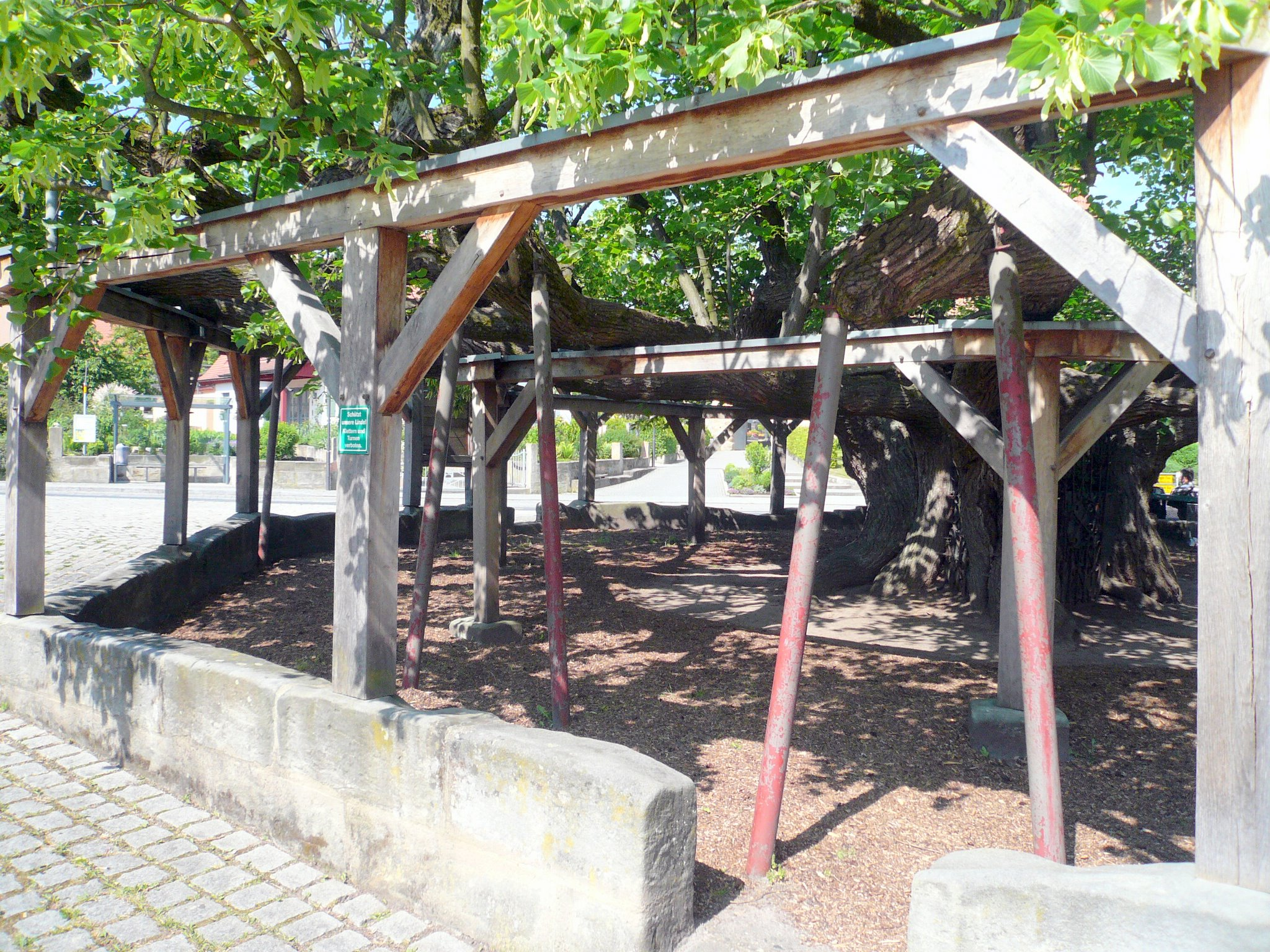
Le tilleul de danse d'Effeltrich de nos jours.
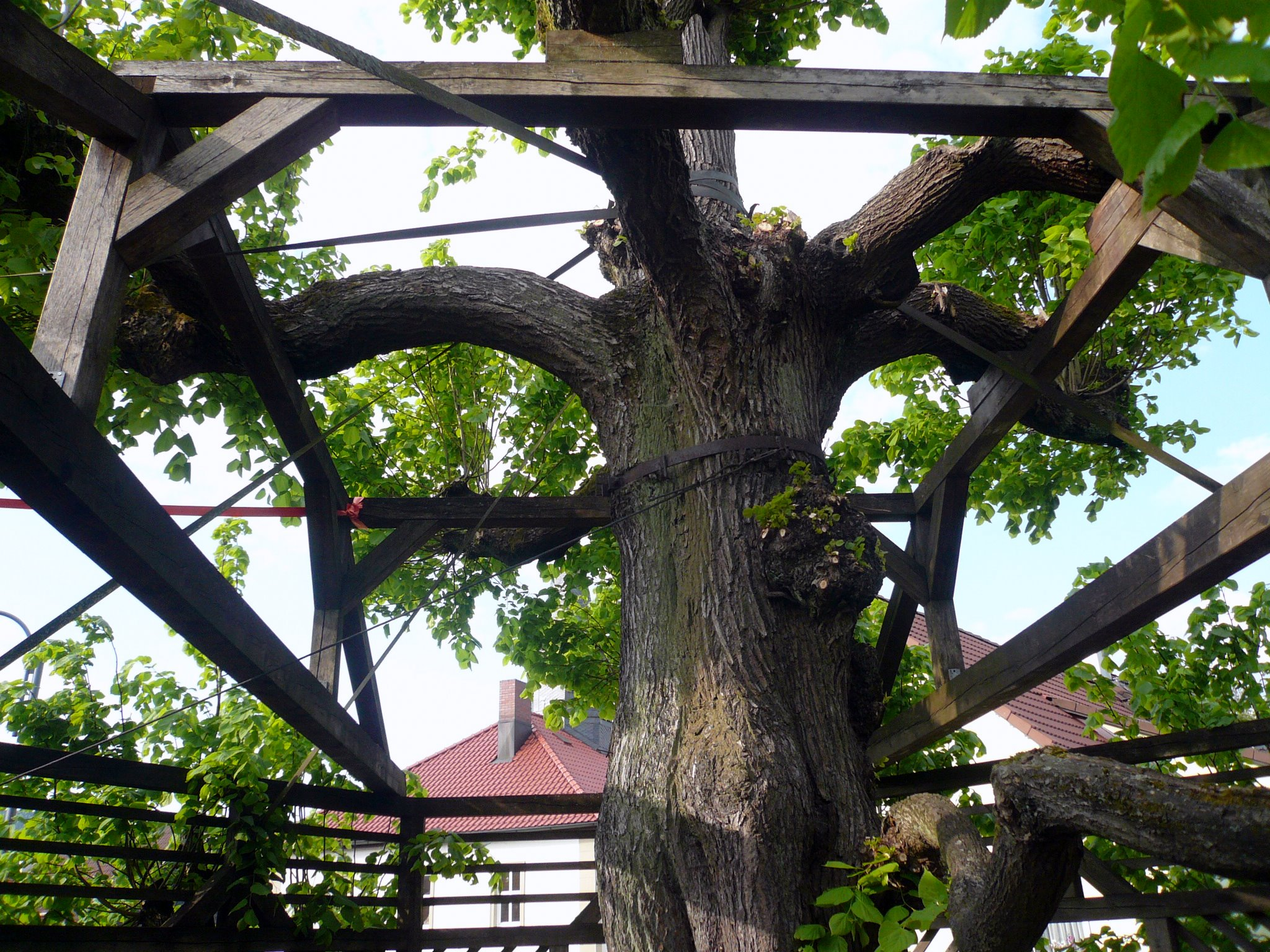
Vue intérieure du tilleul de danse de Sachsenbrunn.
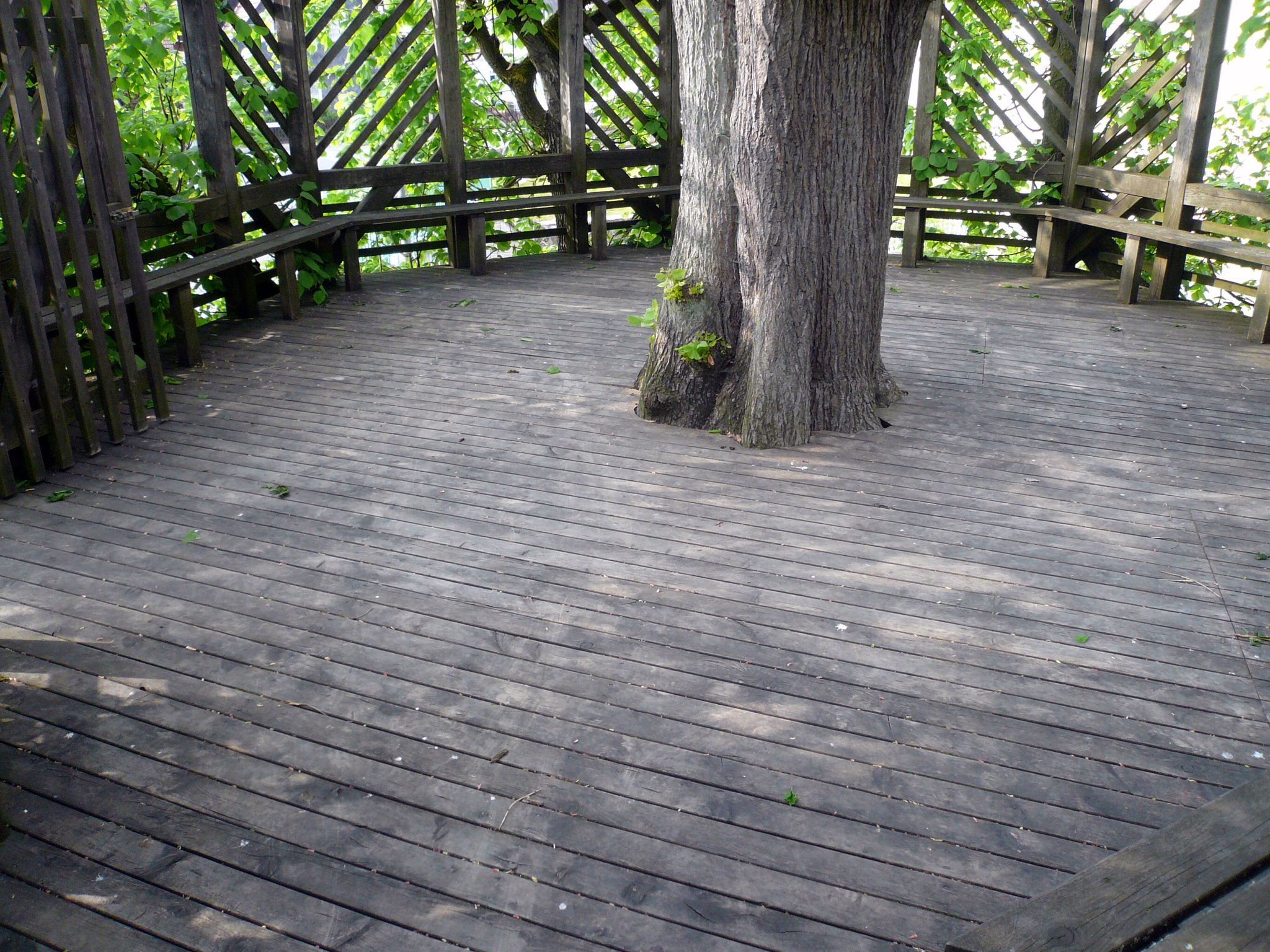
Vue intérieure du tilleul de danse de Sachsenbrunn.
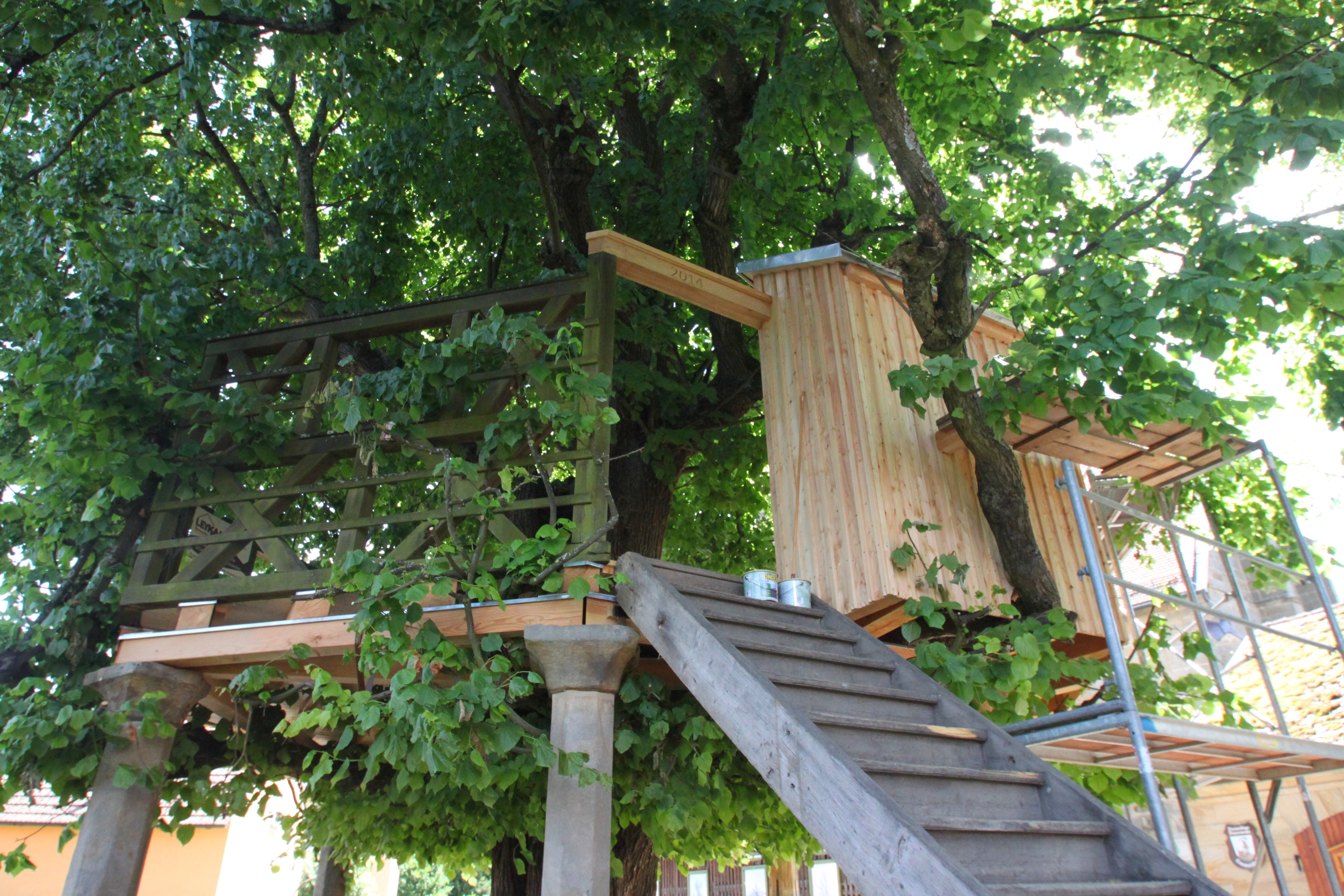
Le tilleul de danse de Limmersdorf.

Dans la culture
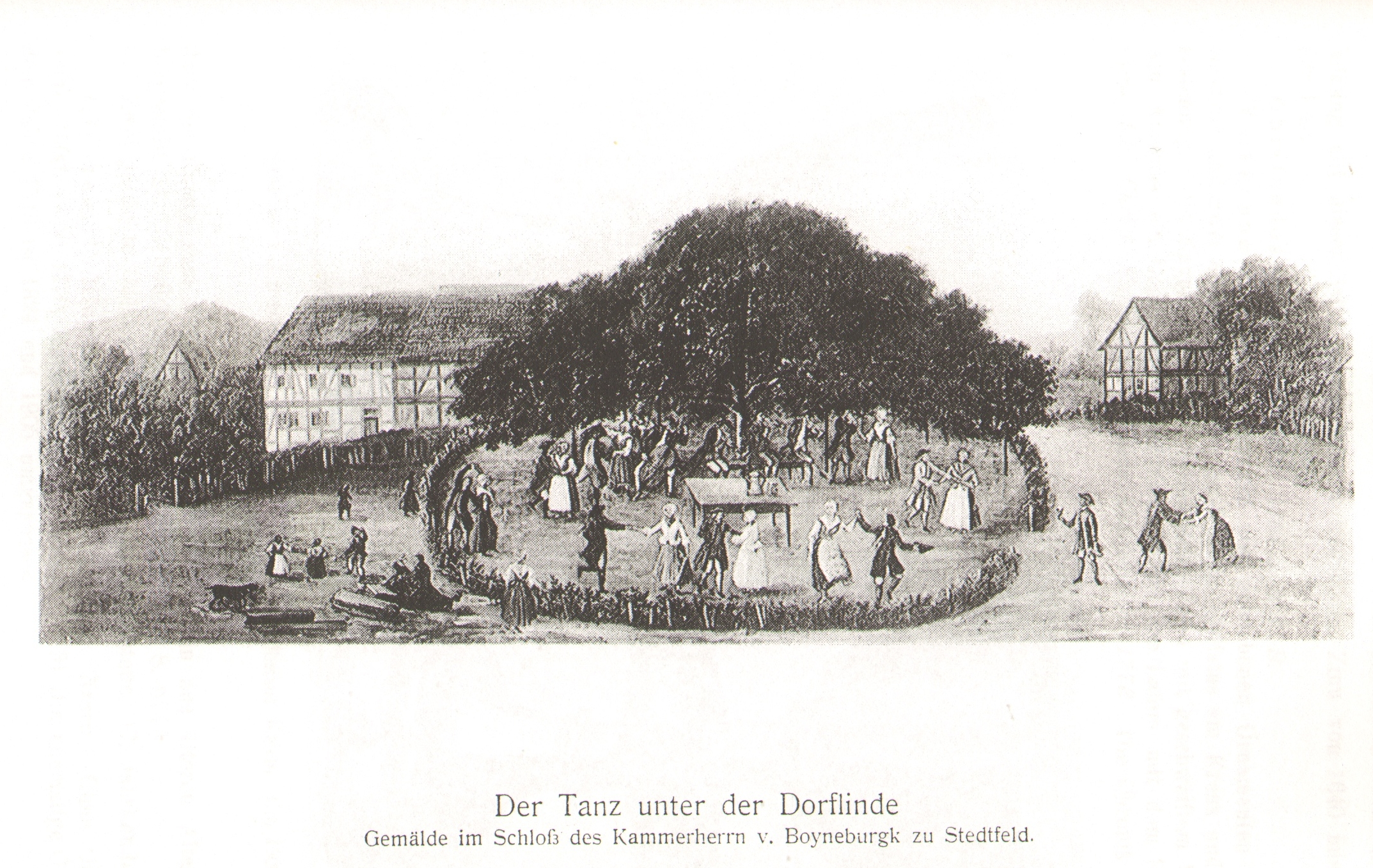
Der Tanz unter der Dorflinde (Danse sous le tilleul du village, 1915), copie d'une œuvre de la salle des fêtes du château de Boyneburgkschen.
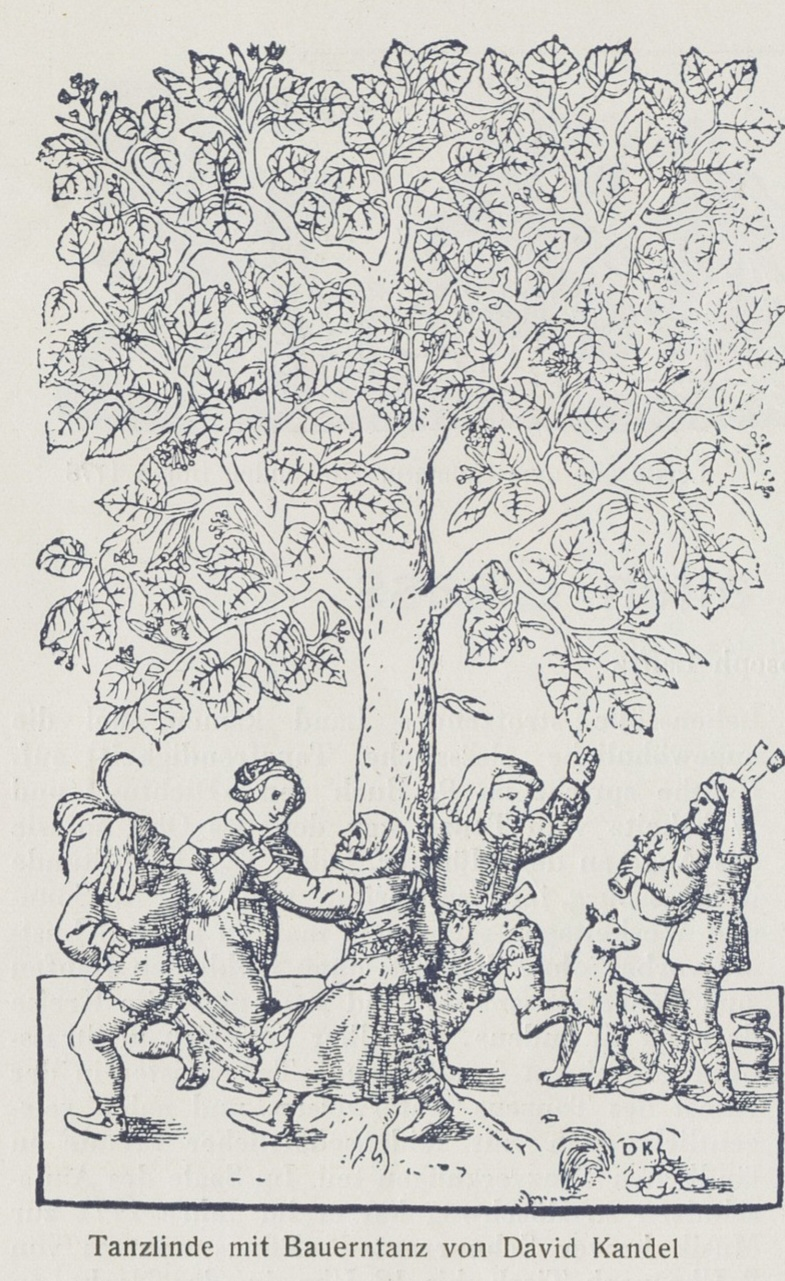
Tilleul de danse avec  une danse paysanne  de David Kandel.
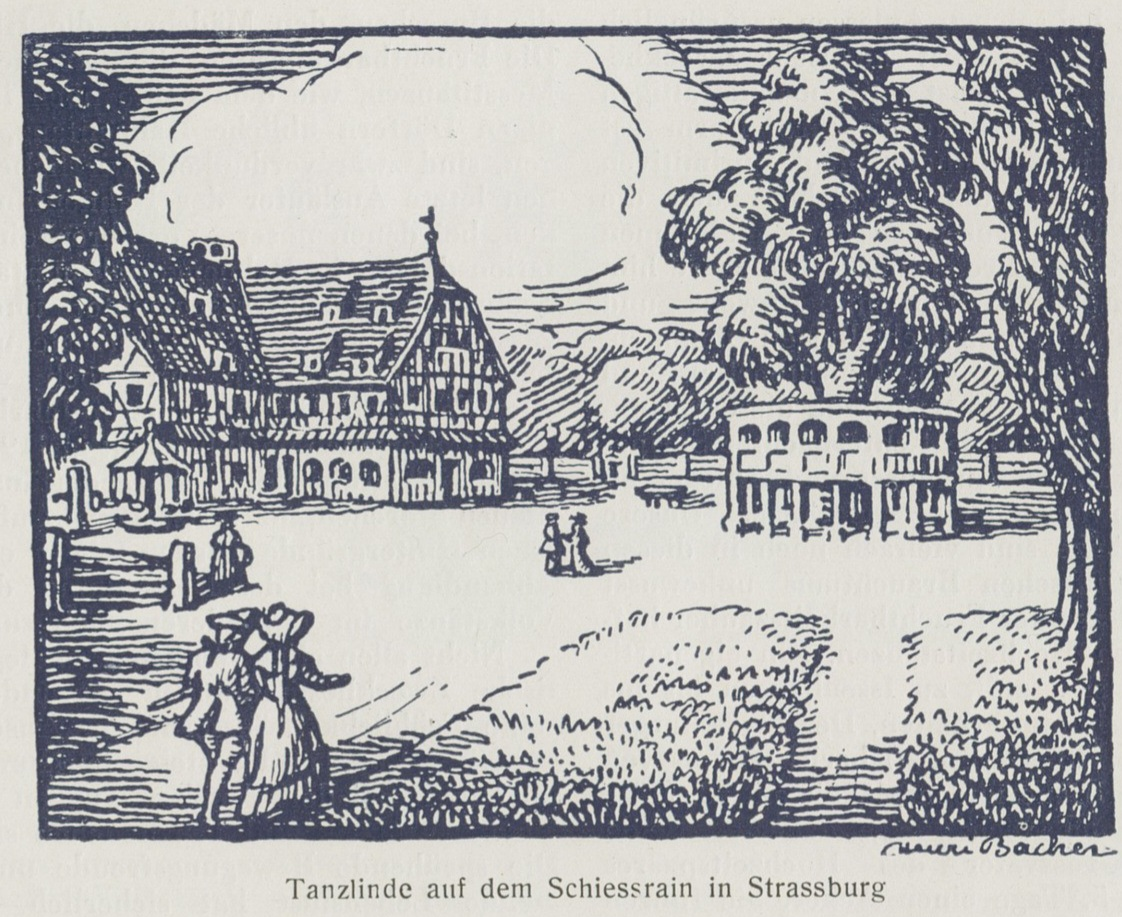
Tilleul de danse sur le terrain de tir de Strasbourg, Henri Bacher.
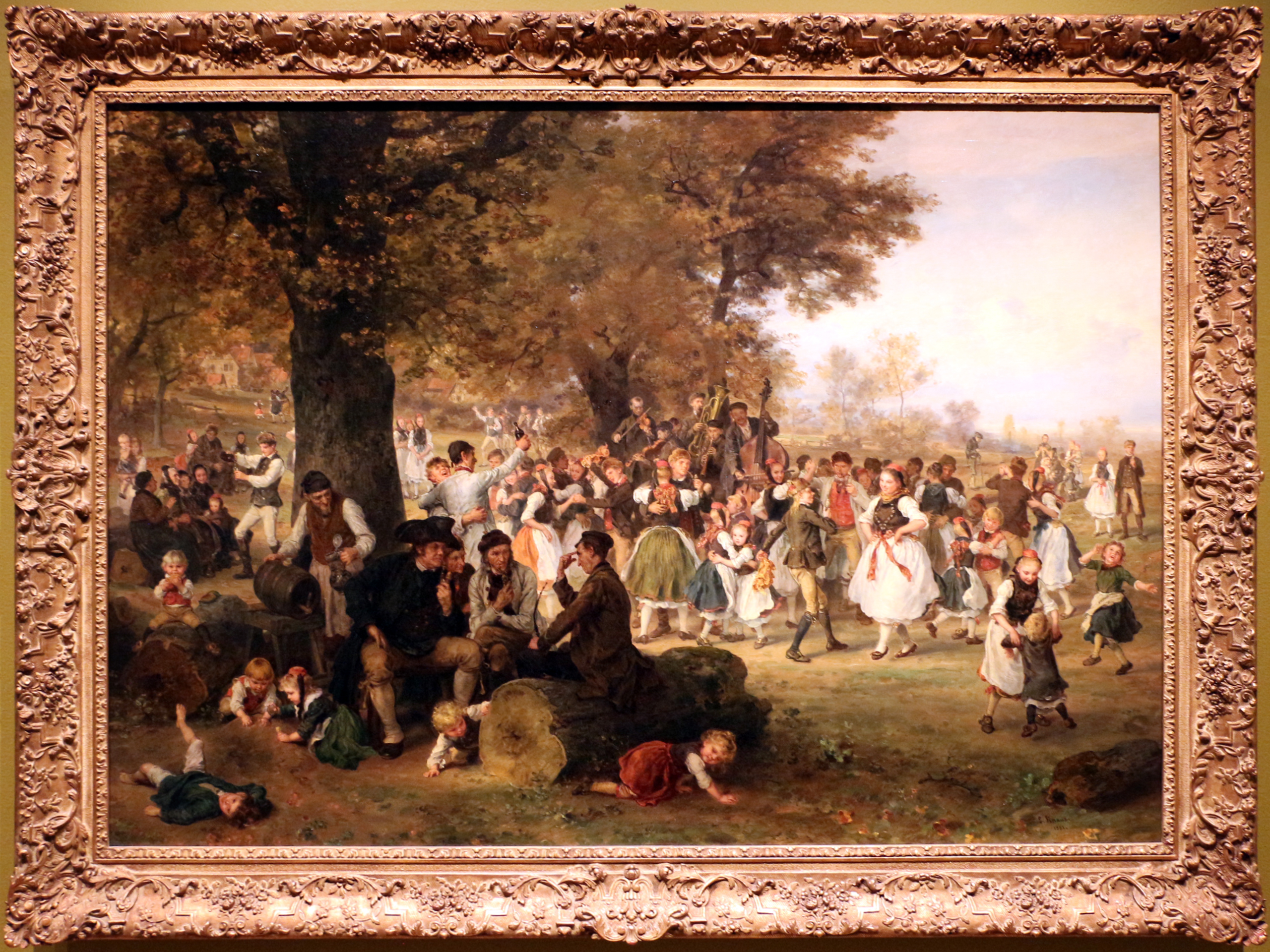
Danse autour du tilleul, peinture de Ludwig Knaus.
Tilleul de danse dans les armoiries de Himmelsberg (Kirchhain) (de).